# We Own the Night Tour
We Own the Night Tour är den tredje konsertturnén av det amerikanska bandet Selena Gomez & the Scene. Turnén marknadsför bandets tredje studioalbum, When the Sun Goes Down. Turnén besökte över 50 städer i Nordamerika under 2011. "We Own the Night Tour" fortsatte 2012 med konserter i Sydamerika.

## Bakgrund
Turnén tillkännagavs den 25 mars 2011 av Hollywood Records. Med nästan 30 shower, så kommer turnén att besöka USA och Kanada under sommaren 2011. Tillkännagivandet kom i samband vid releasen av bandets singel, "Who Says". Frontkvinnan Selena Gomez avslöjade att bandet kommer att framföra en tribute till Britney Spears. Sånger som kommer att inkluderas är "...Baby One More Time" och "Toxic". Gomez förklarar vidare att Britney Spears' Dream Within a Dream Tour var den första konserten som hon gick på. 
För att introducera turnén, förklarade Gomez
"Jag är väldigt exalterad att åka ut på min första stora turné. Jag är mer nervös än någonsin eftersom jag känner att det kommer att vara en del förväntningar. [...] Jag är så exalterad att se mina fantastiska fans på turné. Vi jobbar på en bra produktion och låtlista, inkluderande några cover överraskningar. Jag vill se till att alla har en rolig tid. [...] Jag tror att hela den här turnén så kommer jag att försöka mitt bästa att vara så kreativ som möjligt," förklarar hon. "Så, det kommer att vara en produktion, det kommer att finnas videos, effekter, dansare, en massa glitter... Jag vill bara få det att kännas som en rave."

## Förband
- Christina Grimmie (Nordamerika)
- Allstar Weekend (Nordamerika, utvalda datum)
- Shawn Desman (Kanada)
- Big Time Rush (Paso Robles)

## Låtlista
1. "A Year Without Rain"
2. "Hit the Lights"
3. "Summer's Not Hot"
4. "Round & Round"
5. "The Way I Loved You"
6. "We Own the Night"
7. "Love You Like a Love Song"
8. "Spotlight"
9. "Bang Bang Bang"
10. "When the Sun Goes Down"
11. "Intuition"
12. "Falling Down"
13. "Super Bass" (Nicki Minaj cover)
14. "Rock God"
15. "Middle Of Nowhere"
16. "My Dilemma"
17. "Off the Chain"
18. Britney Spears Medley: (innehåller element av "Chris Cox Megamix")
  1. "...Baby One More Time"
  2. "(You Drive Me) Crazy"
  3. "I'm a Slave 4 U"
  4. "Oops!... I Did It Again"
  5. "Toxic"
  6. "Hold It Against Me"
19. "Whiplash"
20. "Tell Me Something I Don't Know"
21. "Naturally"

Extranummer:
1. "Who Says"
2. "Magic"

## Turnédatum
| Nordamerika          |                  |             |                                     |
| 24 juli 2011[A]      | Costa Mesa       | USA         | Pacific Amphitheatre                |
| 25 juli 2011[B]      | Paso Robles      | USA         | Main Grandstand Arena               |
| 28 juli 2011         | Boca Raton       | USA         | Count de Hoernle Amphitheater       |
| 30 juli 2011         | Clearwater       | USA         | Ruth Eckerd Hall                    |
| 31 juli 2011         | St. Augustine    | USA         | St. Augustine Amphitheatre          |
| 2 augusti 2011       | Atlanta          | USA         | Chastain Park Amphitheater          |
| 3 augusti 2011       | Charlotte        | USA         | TWC Uptown Amphitheatre             |
| 5 augusti 2011       | Bethel           | USA         | Bethel Woods Center for the Arts    |
| 9 augusti 2011       | Darien           | USA         | Darien Lake Performing Arts Center  |
| 10 augusti 2011      | Clarkston        | USA         | DTE Energy Music Theatre            |
| 12 augusti 2011      | Papillion        | USA         | Werner Park                         |
| 13 augusti 2011      | Rosemont         | USA         | Rosemont Theatre                    |
| 14 augusti 2011      | Cleveland        | USA         | Jacobs Pavilion at Nautica          |
| 16 augusti 2011      | Gilford          | USA         | Meadowbrook U.S. Cellular Pavilion  |
| 17 augusti 2011      | Unacasville      | USA         | Mohegan Sun Arena                   |
| 19 augusti 2011      | Philadelphia     | USA         | Mann Center for the Performing Arts |
| 20 augusti 2011      | Holmdel Township | USA         | PNC Bank Arts Center                |
| 21 augusti 2011      | Hershey          | USA         | Star Pavilion                       |
| 23 augusti 2011      | Toronto          | Kanada      | Molson Amphitheatre                 |
| 25 augusti 2011      | Boston           | USA         | Bank of America Pavilion            |
| 26 augusti 2011[C]   | Timonium         | USA         | Timonium Racetrack                  |
| 27 augusti 2011[D]   | Syracuse         | USA         | Mohegan Sun Grandstand              |
| 29 augusti 2011      | St. Louis        | USA         | Fabulous Fox Theatre                |
| 31 augusti 2011      | Dallas           | USA         | Gexa Energy Pavilion                |
| 1 september 2011     | Kansas City      | USA         | Starlight Theatre                   |
| 3 september 2011[E]  | Pueblo           | USA         | Colorado State Fair Events Center   |
| 4 september 2011     | Broomfield       | USA         | 1stBank Center                      |
| 5 september 2011[F]  | Salem            | USA         | L.B. Day Comcast Amphitheatre       |
| 7 september 2011     | West Valley City | USA         | Maverik Center                      |
| 9 september 2011     | San Diego        | USA         | Valley View Casino Center           |
| 10 september 2011    | Las Vegas        | USA         | Mandalay Bay Events Center          |
| 12 september 2011[G] | Puyallup         | USA         | Northwest Concert Center            |
| 13 oktober 2011      | Victoria         | Kanada      | Save on Foods Centre                |
| 14 oktober 2011      | Vancouver        | Kanada      | Rogers Arena                        |
| 16 oktober 2011      | Edmonton         | Kanada      | Rexall Place                        |
| 17 oktober 2011      | Calgary          | Kanada      | Scotiabank Saddledome               |
| 19 oktober 2011      | Saskatoon        | Kanada      | Credit Union Centre                 |
| 21 oktober 2011      | Winnipeg         | Kanada      | MTS Centre                          |
| 23 oktober 2011      | Cleveland        | USA         | Wolstein Center                     |
| 24 oktober 2011      | London           | Kanada      | John Labatt Centre                  |
| 25 oktober 2011      | Oshawa           | Kanada      | General Motors Centre               |
| 28 oktober 2011      | Ottawa           | Kanada      | Scotiabank Place                    |
| 29 oktober 2011      | Hamilton         | Kanada      | Copps Coliseum                      |
| 30 oktober 2011      | Montreal         | Kanada      | Centre Bell                         |
| 1 december 2011[H]   | Sacramento       | USA         | Power Balance Pavilion              |
| 2 december 2011[I]   | Phoenix          | USA         | US Airways Center                   |
| 13 december 2011[J]  | San Jose         | USA         | HP Pavilion at San Jose             |
| 17 december 2011[K]  | Rosemont         | USA         | Allstate Arena                      |
| 18 december 2011[L]  | Seattle          | USA         | WaMu Theater                        |
| 20 januari 2012      | West Hollywood   | USA         | House of Blues Sunset Strip         |
| 22 januari 2012      | San Juan         | Puerto Rico | José Miguel Agrelot Coliseum        |
| Karibien             |                  |             |                                     |
| 24 januari 2012      | Panama City      | Panama      | Figali Convention Center            |
| Nordamerika          |                  |             |                                     |
| 26 januari 2012      | Mexico City      | Mexiko      | Sports Palace                       |
| 27 januari 2012      | Guadalajara      | Mexiko      | Arena VFG                           |
| Sydamerika           |                  |             |                                     |
| 30 januari 2012      | Santiago         | Chile       | Movistar Arena                      |
| 2 februari 2012      | Lima             | Peru        | Jockey Club del Perú                |
| 4 februari 2012      | Rio de Janeiro   | Brasilien   | HSBC Arena                          |
| 5 februari 2012      | São Paulo        | Brasilien   | Via Funchal                         |
| 7 februari 2012      | Córdoba          | Argentina   | Orfeo Superdomo                     |
| 9 februari 2012      | Buenos Aires     | Argentina   | Estadio G.E.B.A.                    |
| 11 februari 2012     | Montevideo       | Uruguay     | Estadio Charrua                     |

Festivaler och andra övriga framträdanden
A Den här konserten var en del av Orange County Fair
B Den här konserten var en del av California Mid-State Fair
C Den här konserten var en del av Maryland State Fair
D Den här konserten var en del av Great New York State Fair
E Den här konserten var en del av Colorado State Fair
F Den här konserten var en del av Oregon State Fair
G Den här konserten var en del av Puyallup Fair
H Den här konserten var en del av KDND's Jingle Ball
I Den här konserten var en del av Phooson
J Den här konserten var en del av KMVQ-FM's Triple Ho Show
K Den här konserten var en del av WBBM-FM's SoBe Lifewater Jingle Bash
L Den här konserten var en del av KISS FM's Jingle Bell Bash